# Assystem
 (juin 2022).
Assystem est un groupe spécialisé en ingénierie et gestion de projets d’infrastructures critiques et complexes, pour de grands groupes industriels mondiaux, principalement dans le domaine du nucléaire. La société est cotée à la Bourse de Paris au sein de l'indice CAC Mid & Small.

## Histoire
En 1966, la société ATEM spécialisée dans l'organisation de la mise en service d'unités industrielles (nucléaire, sidérurgie…) est créée,. En 1989, la société Alphatem, filiale commune avec Cogema dédiée au nucléaire, est créée. En 1995, les sociétés Atem et Alphatem fusionnent pour donner naissance à la société Assystem, qui est introduite en Bourse.
En 1996, l'entreprise acquiert la société Studia aéronautique et automobile. En 2003, la société entre dans les secteurs des nouvelles technologies avec la fusion de la société Brime Technologies. En 2005, Assystem acquiert le groupe d'ingénierie britannique Inbis, et de la filiale Atena de la société allemande MTU Aero Engines.
En 2017, Assystem s'est recentré sur son cœur de métier : l'énergie et les infrastructures. Il cède pour cela 60 % de ses activités dans le domaine de la R&D externalisée, qui sont désormais regroupées dans une autre société : Assystem Technologies. En février 2019, cette dernière est renommée Expleo Groupet participe également depuis 2018, à l'ingénierie du futur dirigeable de Flying Whales.
Assystem possédait 5 % du capital de Framatome, le principal fournisseur de réacteurs nucléaires français, issu de la scission d'Areva. Mais en janvier 2024, l'entreprise vend ses détentions du capital de Framatome, à EDF et précise que malgré cette vente elle reste totalement dévouée à l'industrie nucléaire française.

## Domaines d'activité - Assystem Nucléaire
Historiquement fondé pour accompagner la mise en service et le démarrage du parc nucléaire français en 1966, Assystem figure aujourd’hui parmi les plus importantes entreprises internationales d’ingénierie nucléaire au monde. L'entreprise est aujourd'hui implantée dans une douzaine de pays et y consacre des activités autours des centrales nucléaires, des réacteurs de recherches ainsi que du cycle aval.

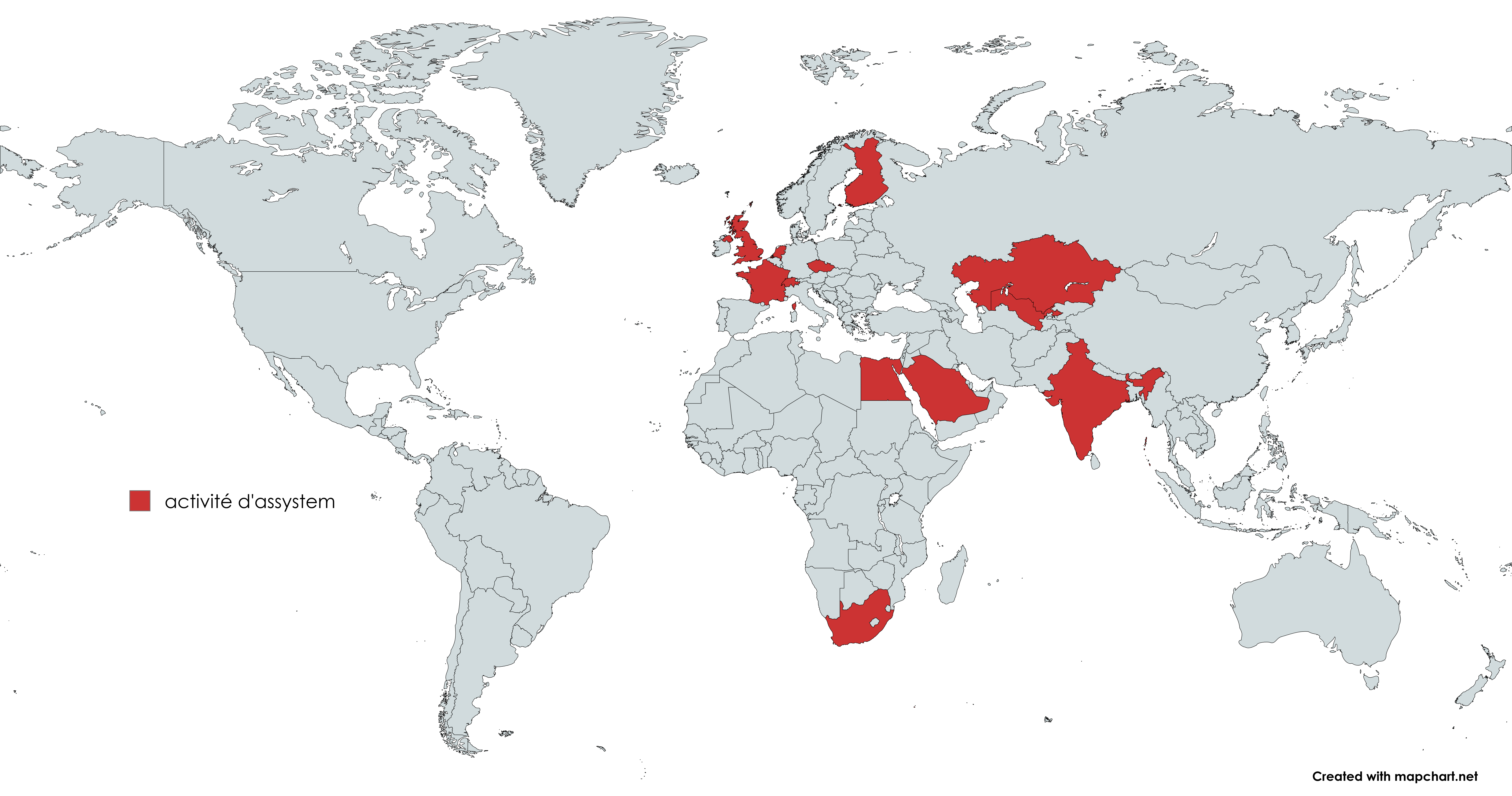
Pays où Assystem est implanté dans sa branche nucléaire

La société intervient auprès des grands donneurs d’ordre à la fois sur des projets complexes d'ingénierie et sur la conception et fabrication de produits ou de solutions pour le compte de ses clients. Ses activités sont divisées en différentes bases :
La branche représentant la plus grosse partie du chiffre d'affaires de l'entreprise, Assystem est positionnée sur de nombreuses centrales nucléaires dont les EPR et EPR2, les REP, VVER et la Génération 4, par exemple la centrale nucléaire d'Akkuyu en Turquie et le chantier des EPR de Hinkley Point C en Angleterre.
Assystem a également été présent sur des projets tels que la construction des réacteurs EPR à Flamanville (France), Olkiluoto (Finlande) et Taishan (Chine).
Assystem développe également des services d'ingénierie et de management de projet dans le cadre du développement de plusieurs Petits Réacteurs Modulaires (SMR) et Réacteurs Modulaires Avancés (AMR). Les principaux clients dans cette branche sont Rolls Royce pour le SMR et EDF pour Nuward.
L'entreprise est également implantée dans les réacteurs de recherches à fusion nucléaire, notamment sur le site nucléaire de Cadarache où est construit le réacteur thermonucléaire expérimental ITER.
Enfin, Assystem est également pilote sur les projets de mises à l'arrêt d'installations et plus généralement sur la filière de gestion des déchets nucléaires et de démantèlement d'installations. L'entreprise opère notamment sur l'accompagnement des chantiers de démantèlement des centrales nucléaires de Hinkley Point B et Hunterston B exploitée par EDF Energy, la filiale anglaise d'EDF.

## Actionnariat
Liste des principaux actionnaires au 11 décembre 2021 :
| Nom                                  | %       |
| ------------------------------------ | ------- |
| HDL Development SAS                  | 57,93 % |
| Assystem (autocontrôle boursier)     | 5,034 % |
| HMG Finance SA                       | 0.99 %  |
| Dominique Louis                      | 0.85 %  |
| Chelverton Asset Management Ltd      | 0.45 %  |
| Chaussier Gestion SA                 | 0.39 %  |
| Générali Invesments Partners Spa SGR | 0.38 %  |
| Amplegest SAS                        | 0,22 %  |